# Germagny
Germagny ist eine französische Gemeinde mit 195 Einwohnern (Stand: 1. Januar 2022) im Département Saône-et-Loire in der Region Bourgogne-Franche-Comté. Sie gehört zum Arrondissement Chalon-sur-Saône und ist Teil des Kantons Givry (bis 2015: Kanton Buxy). Die Einwohner werden Germanéens genannt.

## Geografie
Germagny liegt etwa 22 Kilometer südwestlich von Chalon-sur-Saône. Umgeben wird Germagny von den Nachbargemeinden Savianges im Norden, Fley im Osten und Nordosten, Bissy-sur-Fley im Osten, Saint-Martin-du-Tartre im Süden und Südosten sowie Le Puley im Westen.

## Bevölkerungsentwicklung
| Jahr                      | 1962 | 1968 | 1975 | 1982 | 1990 | 1999 | 2006 | 2013 |
| Einwohner                 | 159  | 148  | 186  | 174  | 166  | 156  | 159  | 210  |
| Quelle: Cassini und INSEE |      |      |      |      |      |      |      |      |

## Sehenswürdigkeiten
- Kirche Notre-Dame-de-l'Assomption aus dem 12. Jahrhundert,
- Alte Mühle

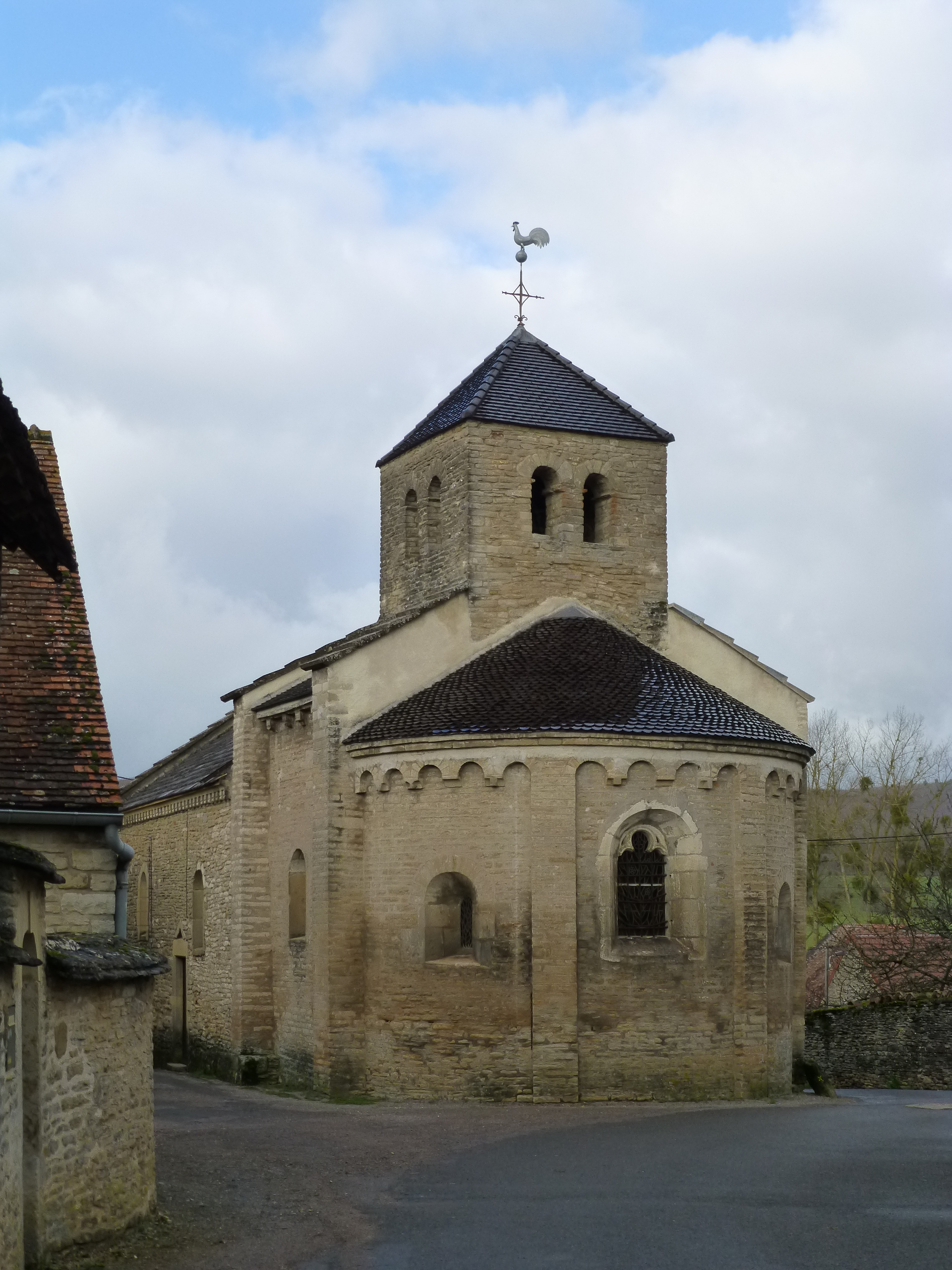
Kirche
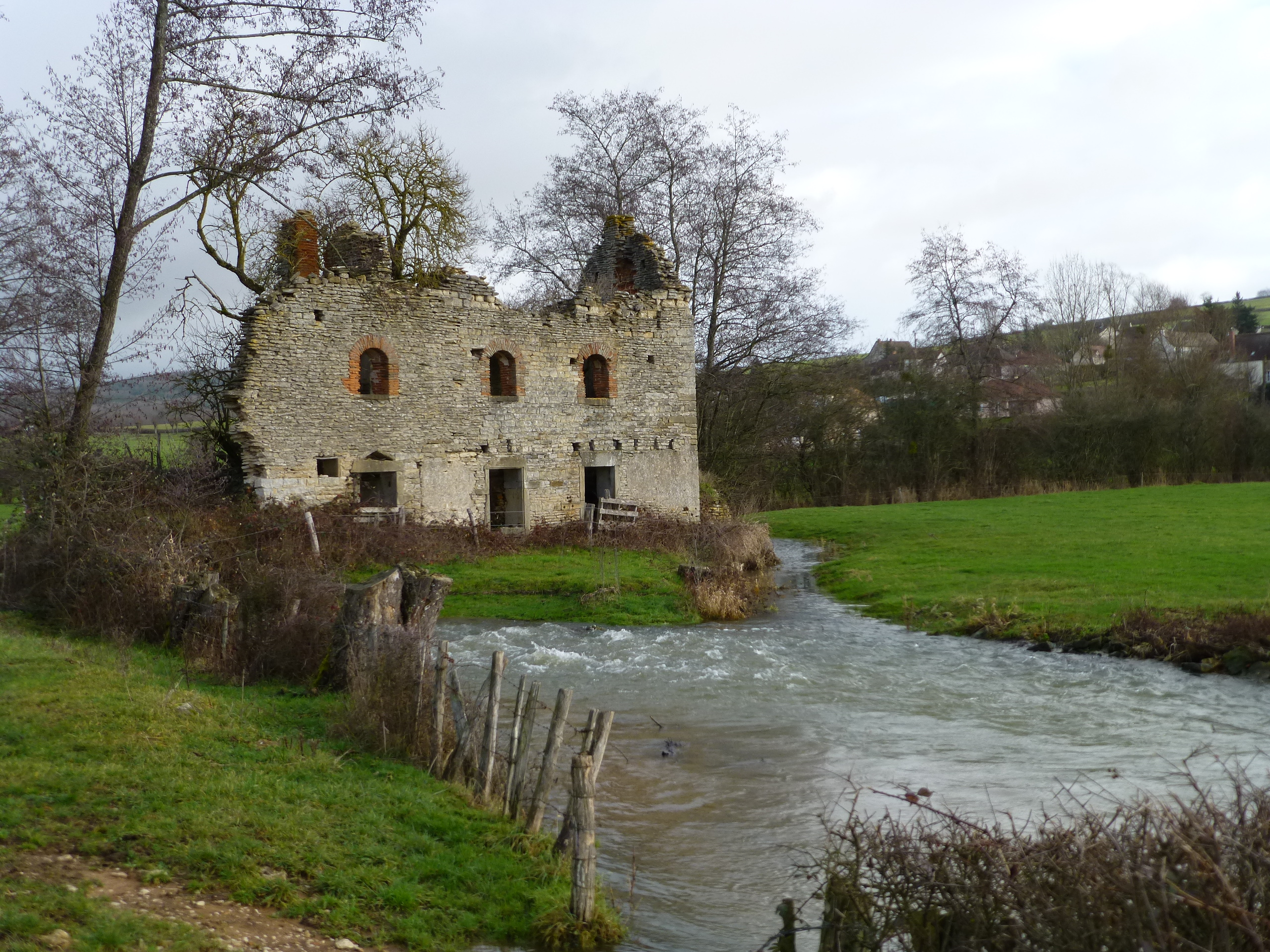
Alte Mühle